# Senab
SENAB AB är ett svenskt företag som specialiserar sig på möbler och inredning för olika miljöer, såsom kontor, retail, hotell, restaurang, skolor, universitet, vård och omsorg. Företaget grundades 1975, och har kontor och lager på nio orter i Sverige.
SENAB tillhör Edsbyn Senab-koncernen, vilken även innefattar verksamheter i Norge, Kina och Nordamerika samt Edsbyverken som utvecklar, tillverkar och säljer möbler.
SENAB har arbetat i samverkan med framstående arkitektfirmor som Wingårdhs, Tengbom och LINK, vilket resulterat i globalt erkända projekt såsom UNHCR i Genève och House of Sweden i Washington. Företaget anlitas för sin expertis inom interiör design och för att leverera lösningar som beaktar både samtida trender och långsiktiga principer för hållbarhet.